# الحمراية
الحمراية : بلدية الحمراية تبعد عن ولاية الوادي 110 كلم شمالا، أنشئت مع التقسيم الإداري 1985 السكان 8300 ساكن، يعود بناؤها إلى الفترة الإستعمارية 1959 يوجد بها البرج القديم والذي يعود تاريخ نشأته إلى سنة 1858 ويعرف ببرج الحمراية الذي ذكرته الأديبة والمؤرخة إيزابيل إيبرهاردت في رحلتها إلى وادي سوف سنة 1901 يعرف محليا بالحمراية القديمة يعتمد سكانها على زراعة النخيل وبها  أكبر منجم للملح في قارة افريقيا (شط ملغيغ ) بمساحة 6700 كلم² وهواكبر بحيرة في الجزائر كما تتوفر البلدية على كميات كبيرة من المياه الجوفية، طبيعة الأرض مالحة تبعد عن ولاية بسكرة 110 كلم أي بين ولاية الوادي و بسكرة الرمز البريدي 39061 أما بالنسبة للتسلسل الهاتفي فهو على الشكل 032183131 رقم البلدية. تحدها من الجنوب بلدية الرقيبة والشمال بلدية بابار ولاية حنشلة وبلدية اسطيل من الشمال الغربي ومن الغرب ولاية المغير، ومن الشرق بلدية سيدي عون وبلدية قمار وبلدية المقرن. بها سوق إسبوعي يوم السبت .
تتكون بلدية الحمراية من مركز البلدية وقرية المقيبرة الغنية بتراب البناء وزراعة النخيل. تتميز الحمراية بكثرة معامل الملح كما تحتوي البلدية على قرابة 30000 شجرة نخيل.

## المناخ
يظهر الجدول التالي التغييرات المناخية على مدار السنة للحمراية:
| البيانات المناخية لـالحمراية      | البيانات المناخية لـالحمراية | البيانات المناخية لـالحمراية | البيانات المناخية لـالحمراية | البيانات المناخية لـالحمراية | البيانات المناخية لـالحمراية | البيانات المناخية لـالحمراية | البيانات المناخية لـالحمراية | البيانات المناخية لـالحمراية | البيانات المناخية لـالحمراية | البيانات المناخية لـالحمراية | البيانات المناخية لـالحمراية | البيانات المناخية لـالحمراية | البيانات المناخية لـالحمراية |
| الشهر                             | يناير                        | فبراير                       | مارس                         | أبريل                        | مايو                         | يونيو                        | يوليو                        | أغسطس                        | سبتمبر                       | أكتوبر                       | نوفمبر                       | ديسمبر                       | المعدل السنوي                |
| --------------------------------- | ---------------------------- | ---------------------------- | ---------------------------- | ---------------------------- | ---------------------------- | ---------------------------- | ---------------------------- | ---------------------------- | ---------------------------- | ---------------------------- | ---------------------------- | ---------------------------- | ---------------------------- |
| متوسط درجة الحرارة الكبرى °م (°ف) | 17.2 (63.0)                  | 19.4 (66.9)                  | 23.5 (74.3)                  | 27.9 (82.2)                  | 33.1 (91.6)                  | 37.8 (100.0)                 | 41.1 (106.0)                 | 40.3 (104.5)                 | 35.3 (95.5)                  | 29.0 (84.2)                  | 22.2 (72.0)                  | 17.7 (63.9)                  | 28.7 (83.7)                  |
| المتوسط اليومي °م (°ف)            | 11.3 (52.3)                  | 13.4 (56.1)                  | 16.8 (62.2)                  | 20.8 (69.4)                  | 25.8 (78.4)                  | 30.7 (87.3)                  | 33.5 (92.3)                  | 33.0 (91.4)                  | 28.8 (83.8)                  | 22.7 (72.9)                  | 16.4 (61.5)                  | 12.1 (53.8)                  | 22.1 (71.8)                  |
| متوسط درجة الحرارة الصغرى °م (°ف) | 5.4 (41.7)                   | 7.4 (45.3)                   | 10.2 (50.4)                  | 13.8 (56.8)                  | 18.5 (65.3)                  | 23.7 (74.7)                  | 26.0 (78.8)                  | 25.8 (78.4)                  | 22.3 (72.1)                  | 16.5 (61.7)                  | 10.6 (51.1)                  | 6.5 (43.7)                   | 15.6 (60.0)                  |
| الهطول مم (إنش)                   | 9 (0.4)                      | 6 (0.2)                      | 12 (0.5)                     | 9 (0.4)                      | 8 (0.3)                      | 2 (0.1)                      | 0 (0)                        | 2 (0.1)                      | 9 (0.4)                      | 12 (0.5)                     | 12 (0.5)                     | 9 (0.4)                      | 90 (3.8)                     |
| المصدر: climate-data.org          |                              |                              |                              |                              |                              |                              |                              |                              |                              |                              |                              |                              |                              |